# Motýlek (plavání)

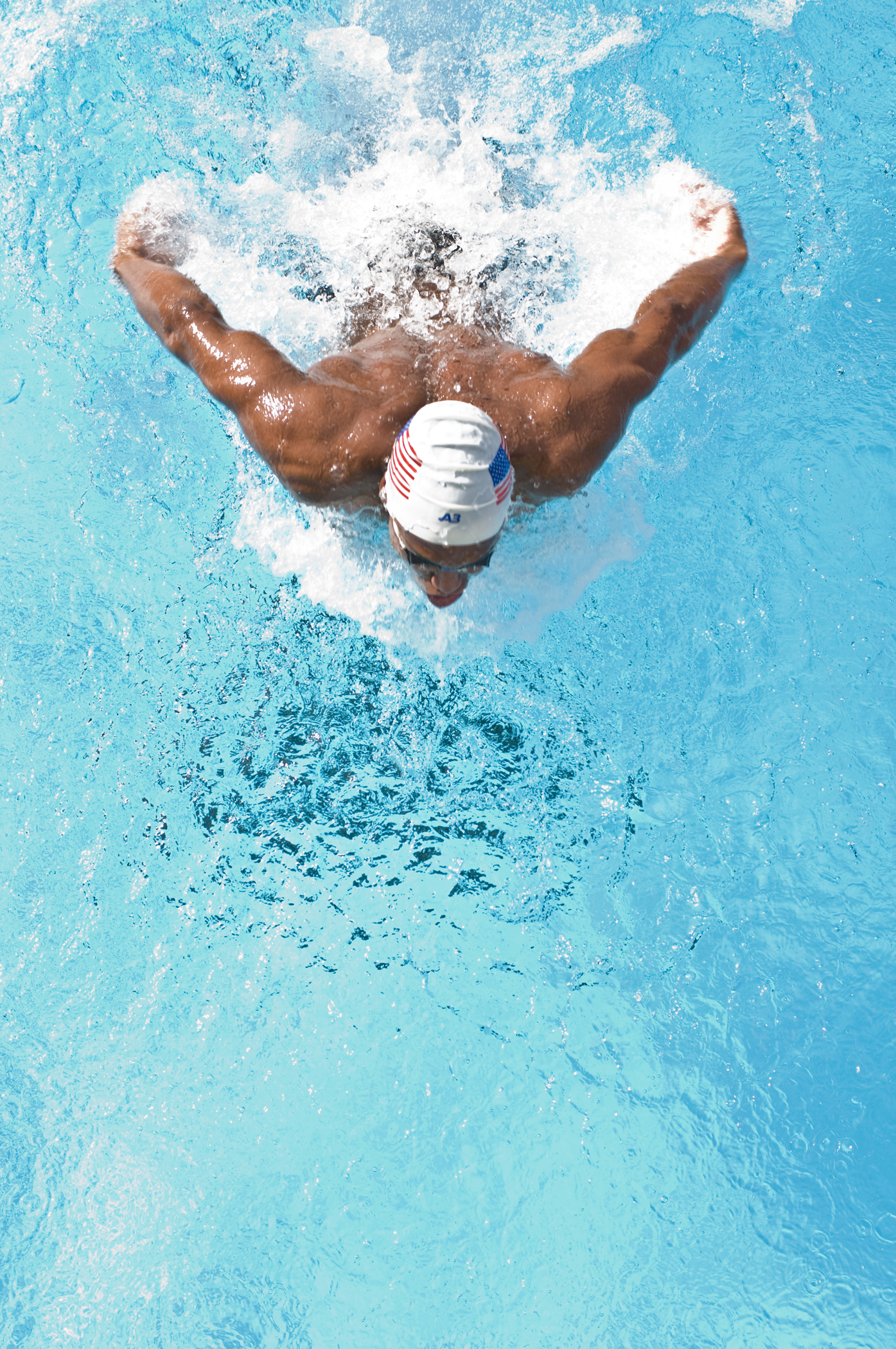
Zpětný záběr plavce

Motýlek se plave po břiše (hlavou dolů), po startu (po obrátkách) je využíváno delfínového vlnění (proto se tento styl také někdy nazývá delfín), které při dobře zvládnuté technice může velmi pozitivně ovlivnit čas. Po vynoření z vody se vytahují obě ruce současně a pohybují se dopředu (k hlavě) a podél ní se vrací pod vodu a podél těla se pohybují po co nejdelší dráze (tzv. vlně), aby byla rychlost co nejvyšší. Nohy kopou dvakrát za záběr rukama souběžně vedle sebe. Při otáčení na konci bazénu se provádí prsová (základní) obrátka.
Motýlek je jak technicky tak fyzicky náročný plavecký styl, proto se s ním setkáváme prakticky výhradně v závodním plavání.

## Motýlek v plaveckých soutěžích
V plaveckých soutěžích se motýlek plave na tratích 50 m, 100 m a 200 m a je součástí polohových závodů i štafet.